# Carlos Kaiser
Carlos Kaiser, bürgerlich Carlos Henrique Raposo (* 2. Juli 1963 in Porto Alegre), ist ein ehemaliger brasilianischer Fußballspieler. Internationale Bekanntheit erlangte er als Hochstapler, da es ihm trotz geringer fußballerischer Fähigkeiten gelungen war, bei verschiedenen Profivereinen unter Vertrag genommen zu werden.

## Leben
Nach eigener Aussage wurde Kaiser als Kleinkind adoptiert. Mit seinen Adoptiveltern zog er nach Rio de Janeiro. Sie sollen dafür gesorgt haben, dass er mit zehn Jahren im Jugendcamp des lokalen Vereins Botafogo FR aufgenommen wurde. Dabei sollen sie einen Knebelvertrag mit einem Agenten unterschrieben haben, aus dem man nur bei Zahlung einer hohen Strafe aussteigen konnte. Seine Adoptiveltern starben, als er 13 war. Mit 16 soll er einen Vertrag beim mexikanischen Verein Puebla FC unterschrieben haben. Da es ihm dort nicht gefiel und er auch keinen Spaß am Fußballspielen hatte, täuschte er eine Muskelverletzung vor. Diese Täuschung wandte er später auch bei anderen Vereinen an. Außerdem soll er mehrfach vorgegeben haben, seine Großmutter sei gestorben. Beim Bangu AC aus Rio de Janeiro soll er zudem eine Einwechslung nach durchzechter Nacht durch eine Prügelei mit Fans verhindert haben. Da seine Engagements häufig nur wenige Monate dauerten, konnte er mit diesen und weiteren Tricks meist einen Einsatz vermeiden.
Hilfreich für Kaiser war dabei die Unterstützung seiner Mitspieler gegenüber Vereinsmitarbeitern, obwohl seinen Kollegen meist klar war, dass er kein richtiger Fußballspieler war. Diese Unterstützung sicherte er sich durch Freundschaftsdienste. So kümmerte er sich um Lösungen, falls ein Spieler betrunken mit seinem Auto in eine Alkoholkontrolle geriet, und verschaffte Mitspielern Zugang zu Frauen. Zu Kaisers Freunden zählten auch brasilianische Fußballgrößen wie Renato Gaúcho und Ricardo Rocha, Weltmeister von 1994.
Laut Kaisers ehemaligem Mitspieler Carlos Torres war es in den 1980ern im brasilianischen Fußball durchaus üblich, Männer wie Kaiser im Team zu haben, die zwar nicht spielten, aber für gute Stimmung sorgten.
Wesentliche Teile der Biografie von Kaiser beruhen auf seinen eigenen Angaben. Was davon wirklich wahr ist, ist nicht vollkommen geklärt. Die Vereine Bangu AC und America FC aus Rio de Janeiro bestätigten, dass Kaiser bei ihnen unter Vertrag stand. Ehemalige Mitspieler bestätigen auch Engagements bei den Clubs Botafogo FR, Fluminense FC und CR Vasco da Gama aus Rio de Janeiro. Kaiser behauptet darüber hinaus, dass er zum Kader des argentinischen Vereins CA Independiente gehörte, der 1984 den Weltpokal gewann. Dies stellte sich jedoch als Lüge heraus. Auch an seiner Verpflichtung beim französischen Zweitligisten Gazélec FC Ajaccio gibt es starke Zweifel.
Nach seiner Fußballerkarriere, die er nach eigener Aussage mit 41 Jahren nach einer Sprunggelenkverletzung beendete, wurde Kaiser Bodybuilding-Trainer für Frauen. Seine Lebensgefährtin Mônica wurde in diesem Sport brasilianische Vizemeisterin und nahm an der Weltmeisterschaft 2016 teil. Inzwischen ist Kaiser nach eigener Aussage fast erblindet.

## Rezeption
2018 erschien der Dokumentarfilm Kaiser! The Greatest Footballer Never to Play Football des britischen Regisseurs Louis Myles über Kaisers Leben, in dem unter anderem auch die bekannten brasilianischen Fußballspieler Bebeto und Zico zu Wort kommen. Begleitend zum Film erschien ein gleichnamiges Buch von Rob Smyth.